# آب‌انبار قلعه (فردوس)
آب‌انبار قلعه ، آب‌انباری است مربوط به اوایل دوره قاجار که در شهر فردوس انتهای خیابان رسالت روبروی شرکت گاز واقع شده‌است.
این اثر در تاریخ ۲۴ مرداد ۱۳۸۵ با شمارهٔ ثبت ۱۵۸۷۲ به‌عنوان یکی از آثار ملی ایران به ثبت رسیده است.